# Дуба-Юрт
Дуба-Юрт (чечен. Дубин-Эвла) — село в Шалинском районе Чеченской Республики. Административный центр Дуба-Юртовского сельского поселения.
Неподалёку от села ведётся строительство Дуба-Юртовской ГЭС.

## Географическое положение
Село расположено на правом берегу реки Аргун, в 24 км к юго-западу от районного центра — Шали и в 30 километрах к югу от города Грозный.
Ближайшие населённые пункты: на севере — сёла Чири-Юрт и Старые Атаги, на северо-западе — село Алхазурово, на западе — село Лаха-Варанды, на юго-западе — село Чишки, на юге — село Дачу-Борзой, на юго-востоке — село Улус-Керт.

## Название
Названо в честь наиба имама Шамиля — Дубы Вашиндаройского.

## История

### Древний период
В южной части села обнаружено Дуба-Юртовское поселение и древние курганы (5 курганов на берегу Аргуна). Поселение относится к I тыс. до н. э. Также в южной части села расположен Дуба-юртовский могильник аланского времени VIII—IX вв. н. э. Большая часть исследований в районе села проводили в 1936 и 1948 годах А. П. Кругловым и др археологами. Ими также обнаружена Дуба-Юртовскаю гончарная печь на месте уже средневекового поселения. Обнаруженный материал из Дуба-Юрта хранился в Чеченском краеведческом музее.

### Новое время
Во время Кавказской войны, в 1847 году по указанию генерал-лейтенанта Фрейтага, желавшего наказать наиба Дубу, аул Дуба-Юрт уничтожен. Все чеченцы, находившиеся в ауле, погибли, кроме 15 человек, взятых в плен, в том числе малолетний сын Дубы.
Нынешний Дуба-Юрт был основан в 1859 году выходцами из тайпа Вашандарой.
Земля до границ с селом Новые Атаги, на которой располагается ныне село Дуба-Юрт, была выделена царской администрацией в собственность Дубе за службу. В период Кавказской войны в рапортах царских генералов и в переписке наибов Шамиля село не упоминалось. В отчёте генерала Евдокимова об экспедиции в Аргунское ущелье с 15 января по 18 апреля 1858 года, при прохождении военной колонны по территории села Дуба-Юрт не упоминаются какие-либо строения.

«…В тишине и безмолвии, мы быстро шли по правой стороне реки Аргуна, без всякой дороги, и как при жестоком морозе глубокий снег до чрезвычайности затруднял движение пехоты, то, для облегчения такового, впереди колонн была выслана кавалерия, растоптавшая твердый снег. Перед светом, мы добрались до башни, устроенной на правой стороне реки Аргуна, против крепости Воздвиженской, где, сделав непродолжительный привал, тронулись дальше, по направлению к Аргунскому ущелью. Здесь только мы узнали цель нашего движения. По левой сторонe реки Аргуна, вместе с нами, и по тому же направлению, из крепости Воздвиженской, тронулась третья колонна, под личным начальством генерал-лейтенанта Евдокимова. Подходя к самым воротам ущелья, по огромному чинарному лесу, изнуренные бессонницею, а больше всего снеговой дорогой, которая лесом становилась ещё труднее, мы пришли почти в изнеможение…»
При выборе места для основания села Дуба долго не мог определиться, так как все более-менее пригодные для основания села земли имели названия раннее разрушенных в ходе Кавказской войны сёл (чечен. Оьзиг-Юрт, Темболт-Эвла, Муьрг-Эвла, Домбин-Юрт и т.д.), а он желал основать село со своим именем. Наконец, его выбор пал на то место (исторический центр села), на котором ныне располагается центральная мечеть. Место это у входа в Аргунское ущелье имело довольно неприглядный вид, продувалось частыми сильными ветрами и у населения близлежащих сёл не пользовалось уважением, имело очень влажный сырой климат, так как местность была заболочена протекавшими многочисленными родниками. Но выбор был сделан. Привлеченные Дубой жители окрестных сёл, живших в гораздо лучших климатических условиях, и представители ряда горных обществ, веками страдавшие из-за нехватки земли, за плату и за возможность поселиться на осушенных землях, прорыли канал в сторону реки Аргун и, сбросив воды разлившихся родников в реку, осушили центральную часть нынешней территории села. Затем, после возникшей с жителями села кровной мести, потомки Дубы переселились в Саӏди-кӏотар и поныне живут там..

### После 1917 года.
С 1944 по 1958 года, в период депортации чеченцев и ингушей и упразднения Чечено-Ингушской АССР, село носило название — Родниковое.
В 1976 году близ села была построена Дуба-Юртовская керамическая фабрика.

### После 1991 года.
Во время войн в Чечне село было серьёзно разрушено. В 1999—2000 гг. в селе происходили боестолкновения противоборствующих сторон. К 31 декабрю российские войска из-за нехватки сил перестали атаковать противника, они были возобновлены в феврале 2000 года после взятия Грозного.
В 2013 году в селе начали восстанавливать керамическую фабрику.

## Население
Статистика в XIX веке
Впервые село Дуба-Юрт упоминается в переписи населения Чечни в 1860-х годах.
| Год статистической переписи | Количество дворов | Число жителей | Мечети | Школы | Торгово-промышленные заведения |
| --------------------------- | ----------------- | ------------- | ------ | ----- | ------------------------------ |
| 1863 год                    | 220               |               |        |       |                                |
| 1867 год                    | 198               |               |        |       |                                |
| 1874 год                    | 214               | 988           | 1      |       |                                |
| 1883 год                    | 215               | 1352          | 1      |       |                                |
| 1889 год                    | 220               | 1188          |        | 1     |                                |
| 1890 год                    | 220               | 1188          |        | 1     |                                |
| 1899 год                    | 394               | 1804          | 4      |       | 12                             |

| 1990  | 2002  | 2010  | 2012  | 2013  | 2014  | 2015  |
| ----- | ----- | ----- | ----- | ----- | ----- | ----- |
| 4224  | ↗5738 | ↗6315 | ↗6470 | ↗6599 | ↗6726 | ↗6838 |
| 2016  | 2017  | 2018  | 2019  | 2020  | 2021  | 2023  |
| ↗6882 | ↗6961 | ↗7031 | ↗7135 | ↗7174 | ↗7584 | ↗7675 |
| 2024  |       |       |       |       |       |       |
| ↗7806 |       |       |       |       |       |       |

Национальный состав
По данным Всероссийской переписи населения 2010 года:
| Народ   | Численность, чел. | Доля от всего населения, % |
| ------- | ----------------- | -------------------------- |
| чеченцы | 6277              | 99,40 %                    |
| другие  | 38                | 0,60 %                     |
| всего   | 6315              | 100,00 %                   |

## Тайпы
| Тайпы села (2010) |                            |       |
| Название тайпа    | Примерное количество людей | %     |
| Гендарганой       | 3755                       | 58,98 |
| Келой             | 490                        | 7,7   |
| Вашандарой        | 364                        | 5,72  |
| Чунгарой          | 153                        | 2,4   |
| Айткхаллой        | 136                        | 2,14  |
| Пхьамтой          | 111                        | 1,74  |
| Зумсой            | 94                         | 1,48  |
| Терлой            | 86                         | 1,35  |
| Чермой            | 86                         | 1,35  |
| Чинхой            | 76                         | 1,19  |
| Энганой           | 65                         | 1,02  |
| Варандой          | 64                         | 1,01  |
| Чейрой            | 55                         | 0,86  |
| Макажой           | 47                         | 0,74  |
| Калой             | 45                         | 0,71  |
| Шарой             | 44                         | 0,69  |
| Дишний            | 40                         | 0,63  |
| Майстой           | 38                         | 0,6   |
| Басхой            | 37                         | 0,58  |
| Жей               | 36                         | 0,57  |
| Хачарой           | 31                         | 0,49  |
| Гаттой            | 27                         | 0,42  |
| Билтой            | 27                         | 0,42  |
|                   |                            |       |

## Религия
- Соборная мечеть
- Мечеть имени Сайд-Арби Исмаилова
- Мечеть имени Вис-Магомеда Халидова
- Мечеть курайшитов
- Мечеть (на территории школы)
- Медресе «Аль-Фаджр»
- Зиярт Шейха Ваты

## Съёмки фильма
В 1978 году в селе снимали художественный фильм «Горская новелла».

## Инфраструктура
Образование и дошкольные учреждения
В селе функционируют одна школа и два детских сада:
- Дуба-Юртовская муниципальная средняя общеобразовательная школа[35].
- Дуба-Юртовская муниципальная начальная школа.
- Детский сад № 1 «Ясмина»[36].
- Детский сад № 2 «Марха»[37].

Здравоохранение
- Дуба-Юртовская врачебная амбулатория.

Культура
- Дом культуры
- Библиотека

Экономика
- Фабрика художественной керамики (находится в разрушенном состоянии)
- Пилорамы — 1
- Автомастерские — 3
- Станции технического обслуживания — 1
- Сервисные центры компьютерных услуг — 2
- Ателье — 2

Транспорт и связь
- Село связано с городами Грозный и Шали пригородным автобусным маршрутом.
- Почта

## Главы администрации
| №                                                                            | Фотография | Глава                                          | Период руководства                     | Период руководства | Примечание                                                                |
| ---------------------------------------------------------------------------- | ---------- | ---------------------------------------------- | -------------------------------------- | ------------------ | ------------------------------------------------------------------------- |
|                                                                              |            | Куриев Асхаб Кюриевич (1883—1970)              | 1937                                   | 1943               |                                                                           |
| Период депортации чеченцев и ингушей (23 февраля 1944 — 9 января 1957 годы). |            |                                                |                                        |                    |                                                                           |
|                                                                              |            | Асхабов Тута Асхабович (1922—1996)             | 1957                                   | 1959               |                                                                           |
|                                                                              |            | Эльдаров Альви                                 | 1959                                   | 1961               | -                                                                         |
|                                                                              |            | Арсанукаева Санет (1924—2014)                  | 1961                                   | 1965               | -                                                                         |
| и. о.                                                                        |            | Зубайраев Сайд-Эми Газимагомедович (1930—2006) | 1965                                   | 1966               |                                                                           |
|                                                                              |            | Кантаев Абдул-Муслим Магомедович (1940—2002)   | 1966                                   | 1967               |                                                                           |
|                                                                              |            | Абдулвахабов Арби Абдулхамидович (1935—2004)   | 1974                                   | 1982               |                                                                           |
|                                                                              |            | Магомадов Куйри Ахмедович (1952—2006)          | 1982                                   | 1990               |                                                                           |
|                                                                              |            | Яхьяев Адам Дениевич (род.1952)                | 26 июня 1990                           | 30 декабря 1992    |                                                                           |
|                                                                              |            | Ясадов Махмуд Султанович (род.1957)            | 30 декабря 1992                        | март 1996          |                                                                           |
|                                                                              |            | Межидов Сайд-Хусин Абдурахманович (род.1967)   | март 1996                              | 21 августа 1997    |                                                                           |
|                                                                              |            | Саралиев Муса Салманович (1962—2011)           | 21 августа 1997                        | 16 января 2000     |                                                                           |
|                                                                              |            | Яхьяев Адам Дениевич (род.1952)                | 16 января 2000                         | 21 августа 2008    |                                                                           |
|                                                                              |            | Успанов Аслан Хамзатович (1975—2022)           | и. о. с 21 августа 2008 13 января 2009 | 25 мая 2009        |                                                                           |
|                                                                              |            | Куриев Харон Баудинович (род.1962)             | и. о. с 25 мая 2009 11 июня 2009       | 15 марта 2012      |                                                                           |
|                                                                              |            | Куриев Адлан Альвиевич (1986—2021)             | и. о. с 16 марта 2012 25 октября 2012  | 19 декабря 2012    |                                                                           |
|                                                                              |            | Наурбиев Сайд-Хамзат Ахмадович (род.1964)      | 19 декабря 2012                        | 19 ноября 2015     |                                                                           |
| и.о                                                                          |            | Мудаев Бадруддин Баудинович (род.1982)         | 19 ноября 2015                         | 19 сентября 2016   | исполняющий обязанности зам.главы администрации с. Дуба-Юрт 2013—2016 гг. |
|                                                                              |            | Наурбиев Сайд-Хамзат Ахмадович (род.1964)      | 19 сентября 2016                       | 1 марта 2021       |                                                                           |
|                                                                              |            | Музаев Магомед Сайд-Ахмадович (род.1987)       | 1 марта 2021                           | действующий        |                                                                           |

## Фотографии

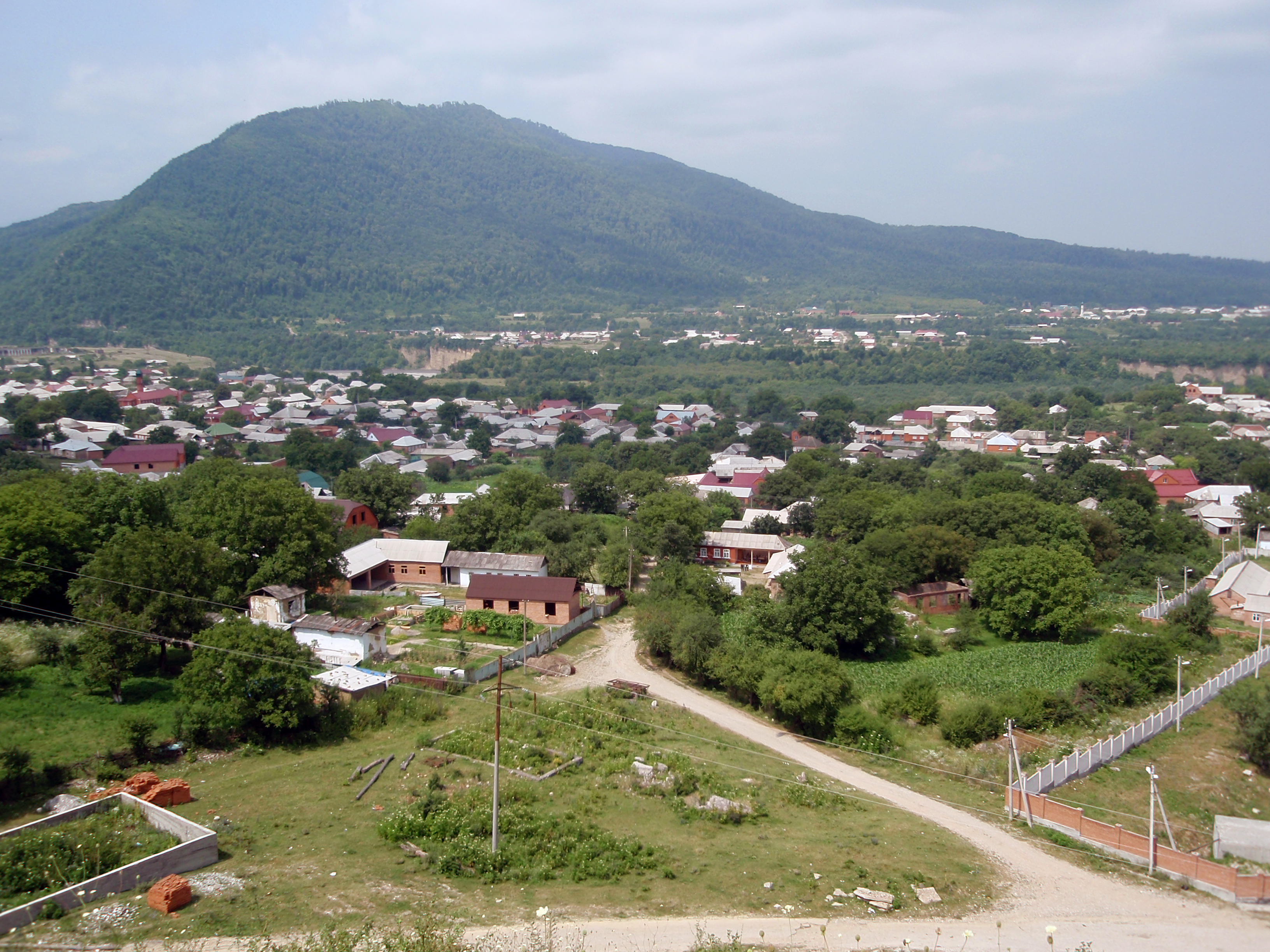
Вид на село
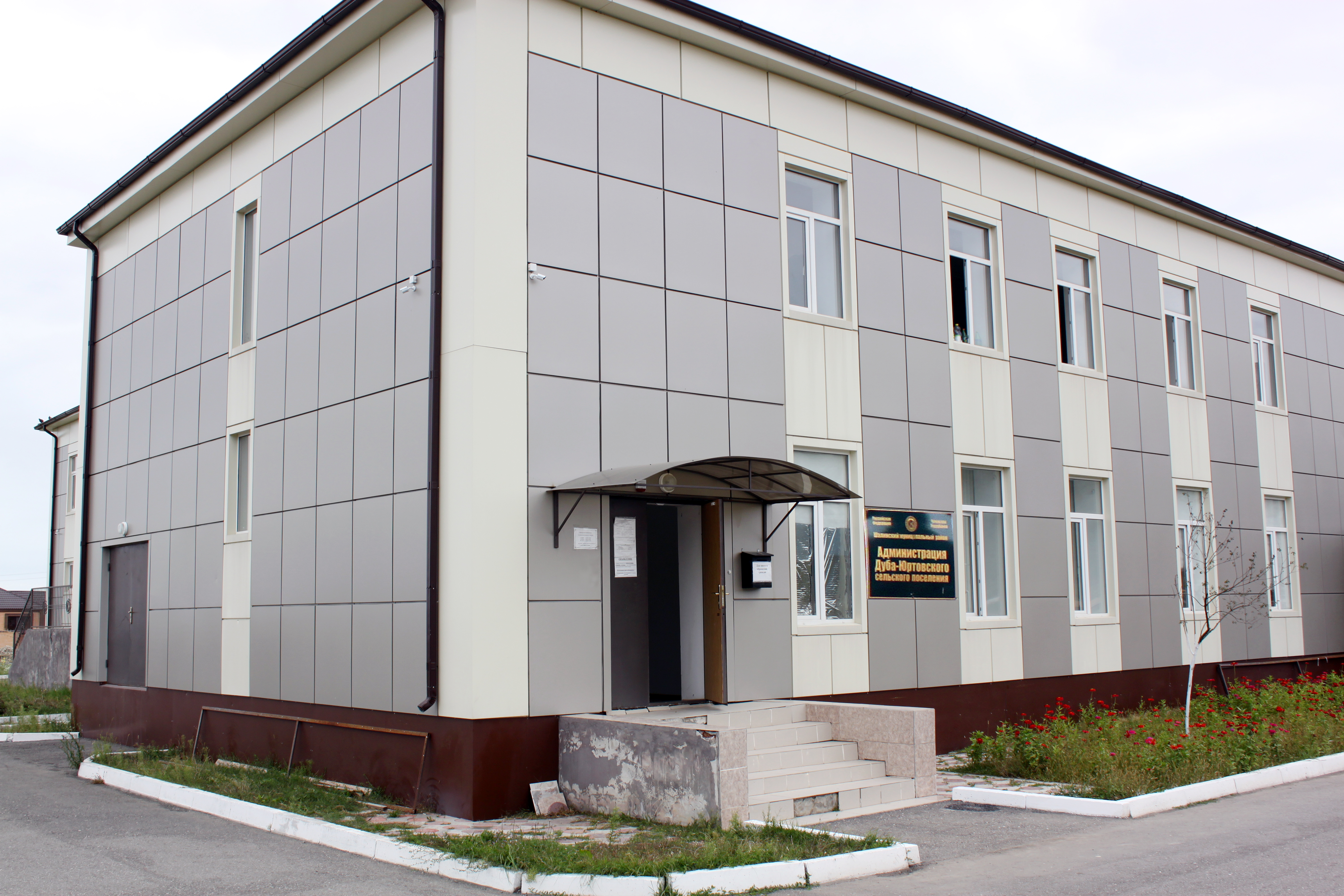
Администрация Дуба-Юртовского сельского поселения
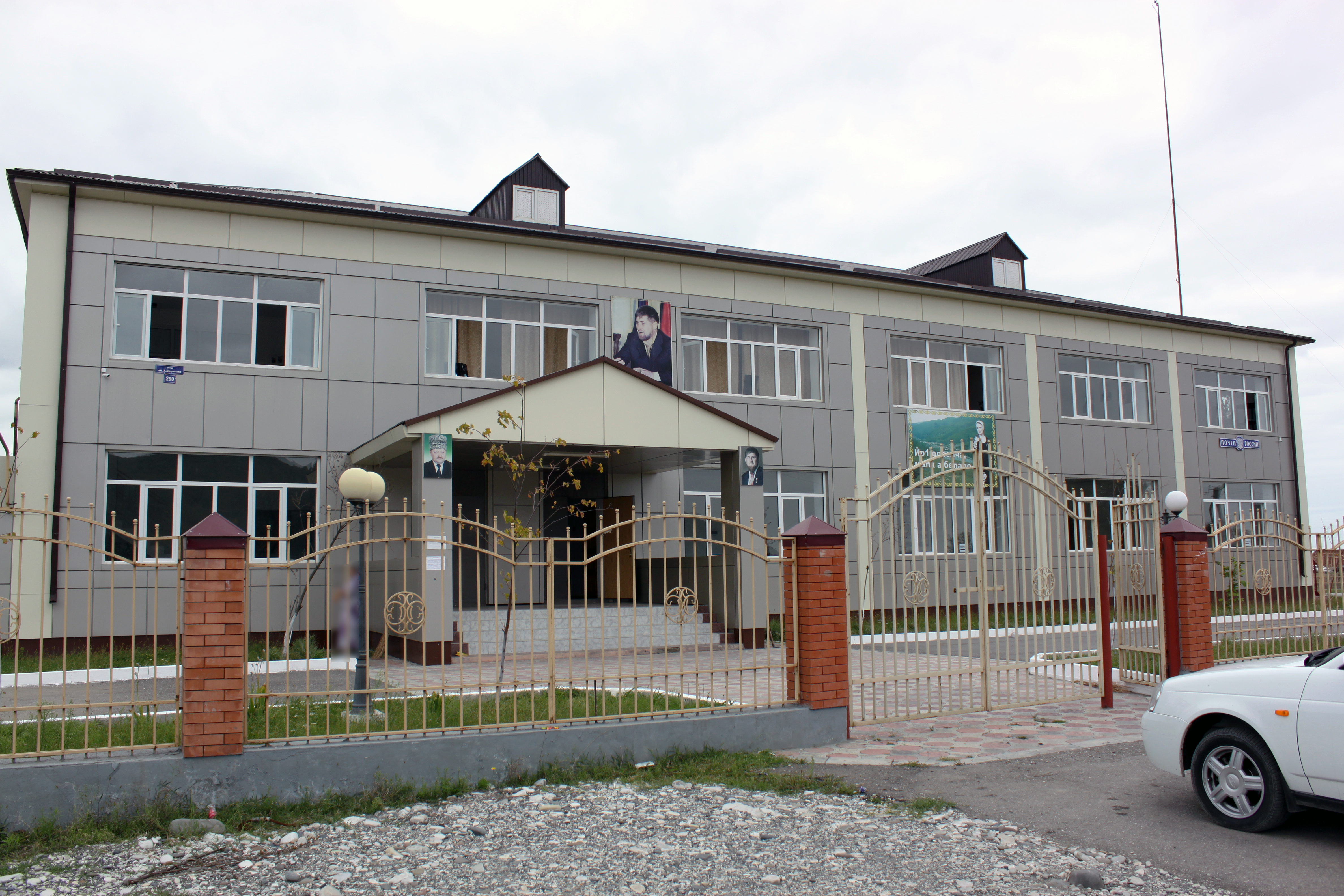
Администрация, клуб и почта (находятся в одном здании)
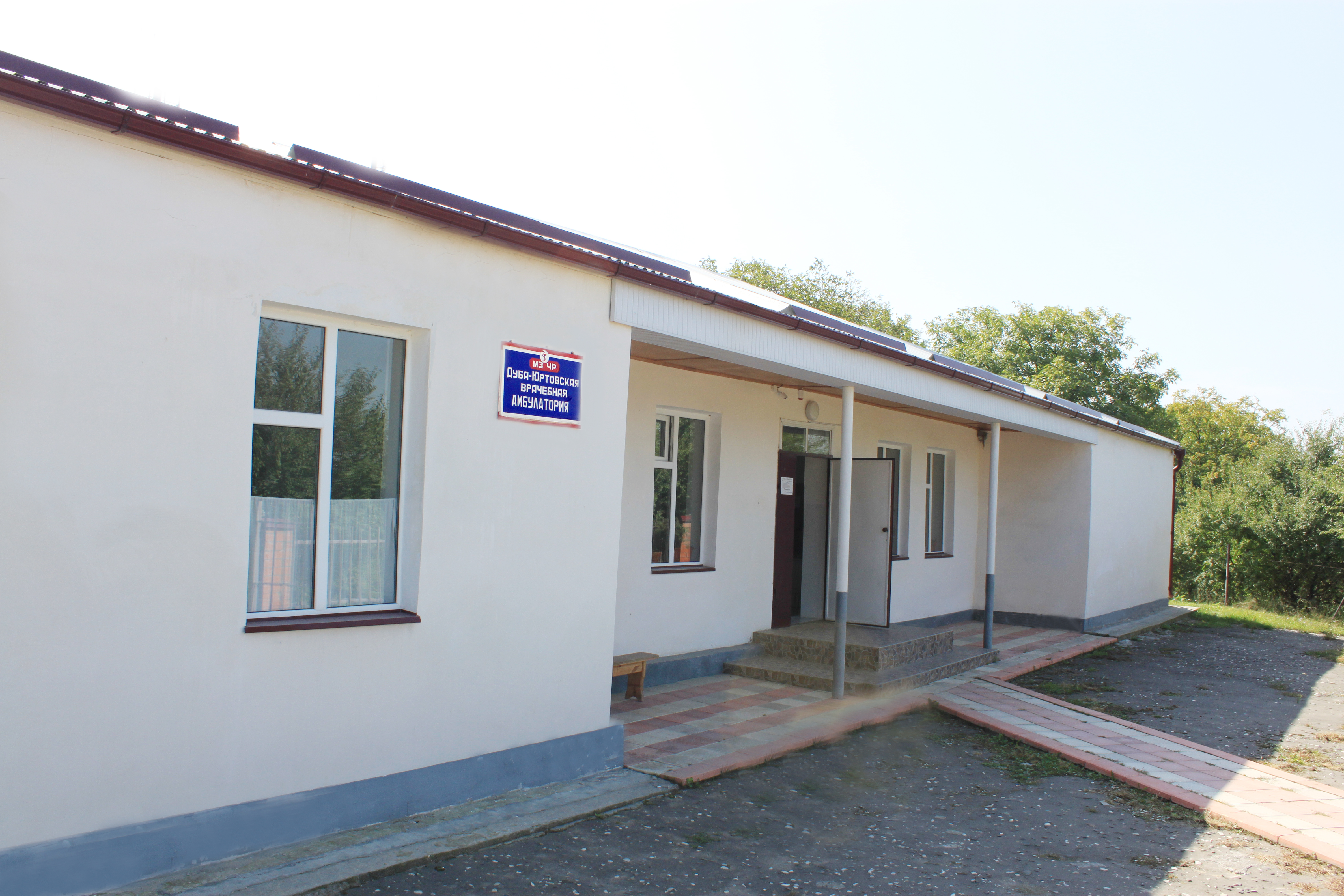
Дуба-Юртовская врачебная амбулатория
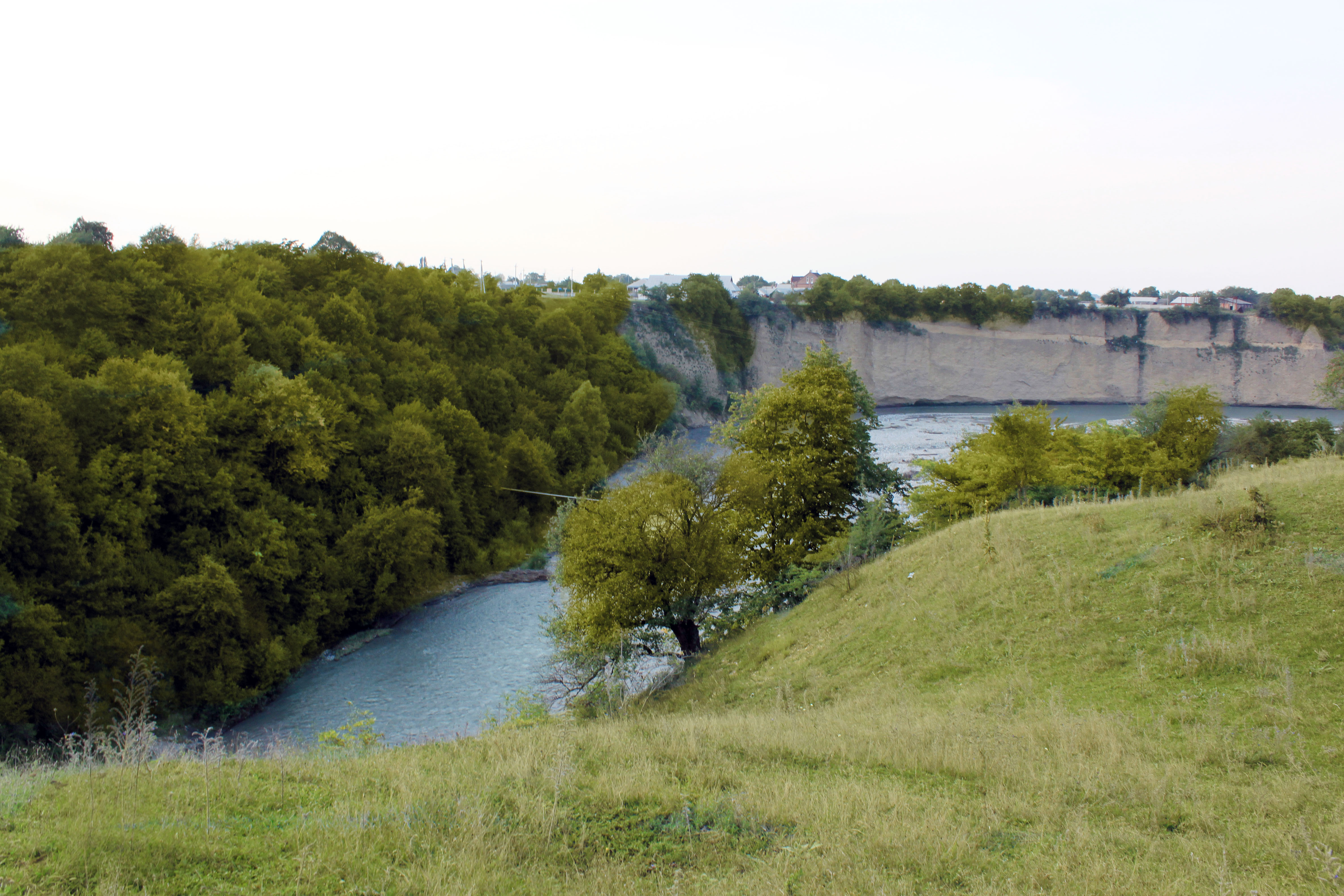
Дуба-Юрт и река Аргун
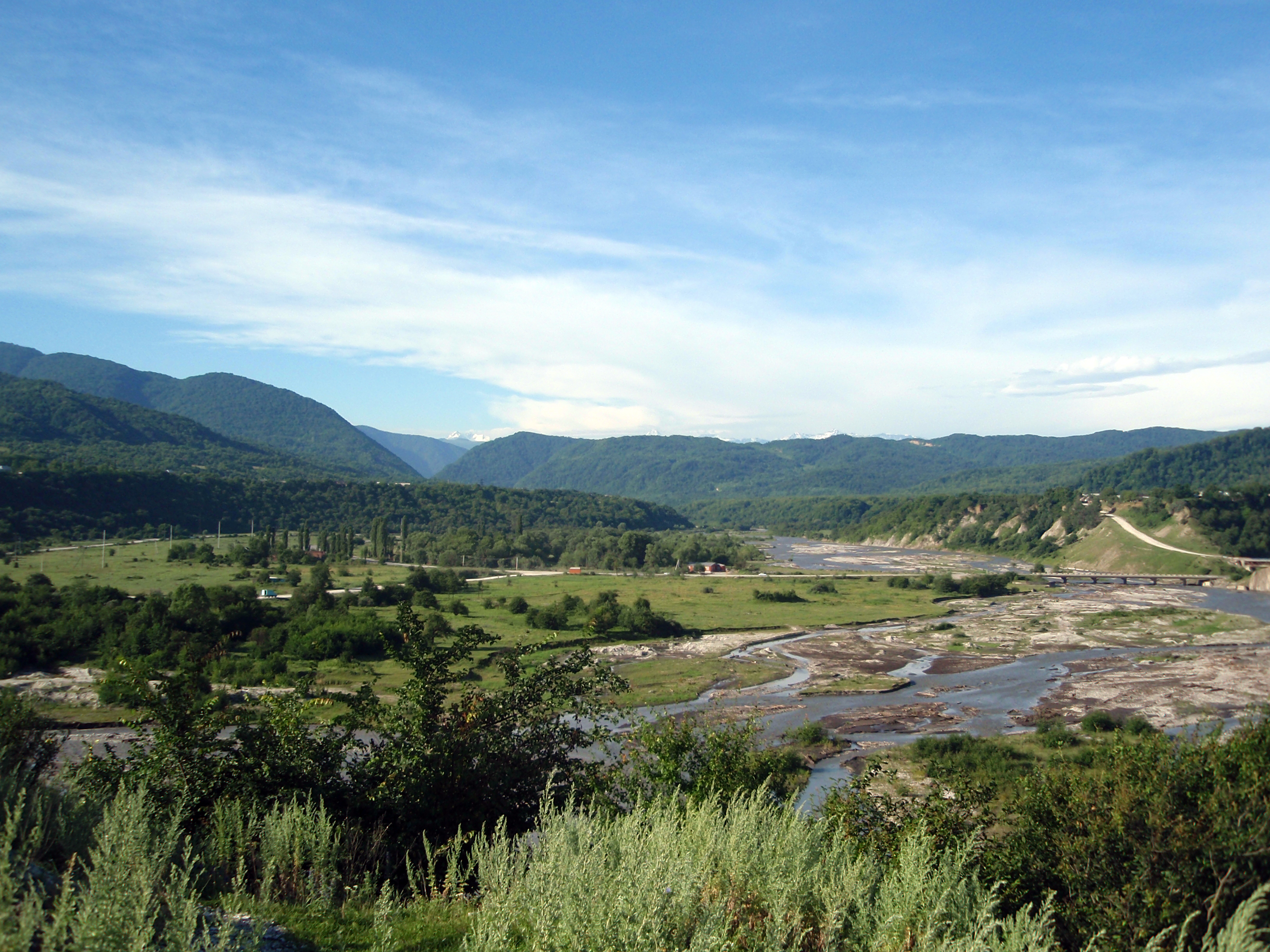
Окрестности Дуба-юрта река Аргун (Шалинский район)